# マーリーチャ

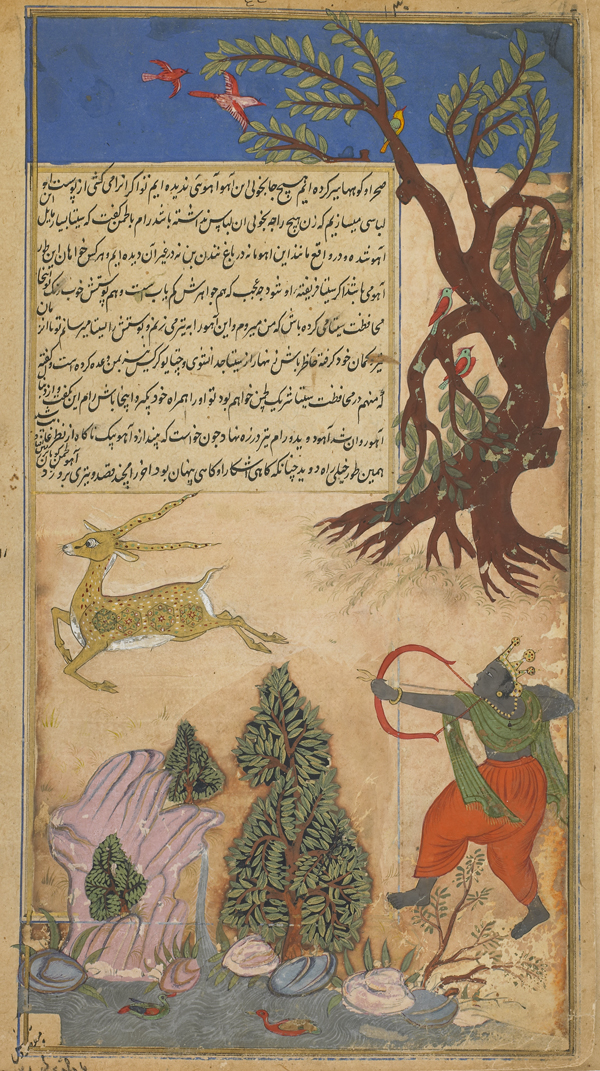
鹿の姿でラーマを誘い出すマーリーチャ。

マーリーチャ（梵: मारीच, Mārīca）は、インドの叙事詩『ラーマーヤナ』に登場するラークシャサ（羅刹）。スンダとターラカーの子。変幻自在で魔術に長け、鹿を好んで喰らうが、あるいは自身が鹿に化けて狩を楽しむクシャトリヤらを食い殺すとされる。
マーリーチャはもともとヤクシャ族に属していたが、父スンダが聖仙アガスティヤに滅ぼされたとき、ターラカーとともに復讐しようとしたが、逆に呪われて、悪魔に変えられた。
あるときマーリーチャはスバーフとともに聖仙ヴィシュヴァーミトラの供犠祭を妨げたことがあった。彼らは空から祭壇に血肉を振りまき、祭祀を台無しにした。しかしヴィシュヴァーミトラはアヨーディヤの王子ラーマに供犠祭の守護を依頼した。そのため再び彼らが空に現れてヴィシュヴァーミトラを邪魔しようとしたとき、ラーマの矢によってスバーフは殺され、マーリーチャは海に落とされた。
その後、マーリーチャはラーヴァナがシーターをさらう手助けを頼んできたとき、彼はすでにラーマの武勇について知っていたので、ラーヴァナを思いとどまらせようとした。しかし結局はラーヴァナを援助することになった。マーリーチャは銀色の斑紋のある金色の鹿に化け、シーターの周りで跳びはねた。シーターはすぐにその美しさに魅せられ、ラーマに鹿を捕らえるようせがんだ。しかしラクシュマナは悪魔が化けているのではないかと疑った。そこでラーマはラクシュマナをシーターのもとに残し、1人で鹿を追跡した。マーリーチャは上手く逃げ、ラーマを疲れさせたが、捕らえることを諦めたラーマによって射殺された。しかしマーリーチャは死の間際に正体を現し、ラーマの声色を真似て、シーターとラクシュマナの名を叫んだ。この声を聞いたシーターはラクシュマナに懇願してラーマを助けに向かわせたが、ラーヴァナはその隙をついてシーターをさらって逃げた。